# 武亚楠
武亚楠（1996年4月18日—）是一位来自中华人民共和国辽宁省朝阳市的综合格斗运动员。因为长相神似1998年迪士尼动画电影《花木兰》的主角花木兰，以及有着花木兰一样的性格得到了“木兰（Mulan）”的绰号。效力于鑫度搏击俱乐部。2017年9月起加入终极格斗冠军赛（Ultimate Fighting Championship，简称：UFC），是继闫晓楠之后，第二名与终极格斗冠军赛签约的中国女性运动员。截至2019年8月1日，武亚楠在世界女子蝇量级综合格斗排名中排名第25名。

## 职业生涯

### 早期生涯
武亚楠自幼爱好体育，后进入西安体育学院学习，并师从同为王冠、闫晓楠师父的赵学军。从此开始综合格斗的生涯。2013年11月16日，武亚楠参加了第一场职业综合格斗比赛——“武动中国”综合格斗搏击邀请赛，并在第一回合便击败了韩国选手李珠英（Young Joon Lee）获得了职业生涯首胜。此后，武亚楠先后参加中国功夫争霸赛、战斗精神冠军赛（Fightspirit Championship）、昆仑决、武林笼中对、武林风等比赛，并多获得胜利。2016年，武亚楠被UFC中国英才计划看中并计划2017年前往美国进行训练，然而四次拒签，使得武亚楠的美国之行落空并只能在青岛的一家搏击馆内训练，同年9月，武亚楠以9胜1负的战绩与UFC正式签约。

### 终极格斗冠军赛生涯
- 武亚楠加入UFC后的首场比赛是2017年11月15日在中国上海举办的UFC 格斗之夜122: 比斯平对战加斯特尔（英语：UFC Fight Night 122），武亚楠对战美国选手吉娜·马扎尼（英语：Gina Mazany），最终吉娜·马扎尼以30-27、30-27、30-27的结果战胜武亚楠[10]。
- 2018年11月24日，在北京UFC 格斗之夜141: 布莱兹对战纳干诺 2（英语：UFC Fight Night 141）的比赛之中，美国选手劳伦·米勒（Lauren Mueller）代替原定对手莎娜·多布森（Shana Dobson）对战武亚楠，武亚楠最后以十字固降服了米勒，获得了UFC首胜[11][12]。
- 2019年4月24日，武亚楠因伤宣布退出原定于5月12日巴西里约热内卢举办的UFC 237（英语：UFC 237）中与卢安娜·卡洛琳娜（Luana Carolina）的比赛[13]。

- 2019年8月31日，武亚楠在中国深圳举办的UFC 格斗之夜157: 安德拉德对战张伟丽（英语：UFC Fight Night 157）中的对手从卢安娜·卡洛琳娜换成井上瑞樹（英语：Mizuki Inoue），赛前过磅时，武亚楠超4磅被罚款30%[14]。最终她以分歧判定负于对手[9]。
- 2020年12月5日，武亚楠本应在UFC维加斯16（英语：UFC on ESPN 19）中对战贝瑟·科雷娅（英语：Bethe Correia）[15]，然而因为签证问题，比赛延期到2021年1月16日的UFC搏击岛7（英语：UFC on ABC 1）[16] 。但在2021年1月初，科雷娅因为阑尾炎手术退出比赛[17]。最终，武亚楠的对手被安排成了新人约瑟琳·爱德华斯[18]。最终武亚楠以一致判定负于对手[19]。

## 职业生涯成绩
自由搏击成绩
| 戰績分項 |       |     |
| 13 場    | 10 勝 | 3負 |
| 擊倒     | 6     | 1   |
| 降服     | 2     | 0   |
| 判定     | 2     | 2   |

| 结果 | 战绩  | 对手                                 | 获胜方式         | 赛事                                           | 日期           | 回合 | 时间   | 地点                       | 注释 |
| ---- | ----- | ------------------------------------ | ---------------- | ---------------------------------------------- | -------------- | ---- | ------ | -------------------------- | ---- |
| 负   | 11–4  | 约瑟琳·爱德华斯                      | 一致判定         | UFC搏击岛7                                     | 2021年1月16日  | 3    | 5:00   | 阿布扎比, 阿拉伯联合酋长国 |      |
| 负   | 11–3  | 井上瑞樹                             | 分歧判定         | UFC 格斗之夜157: 安德拉德对战张伟丽            | 2019年8月31日  | 3    | 5:00   | 中國北京                   |      |
| 胜   | 11–2  | 劳伦·米勒（Lauren Mueller）          | 十字固降服       | UFC 格斗之夜141: 布莱兹对战纳干诺 2            | 2018年11月24日 | 1    | 4:00   | 中國北京                   |      |
| 负   | 10–2  | 吉娜·马扎尼                          | 一致裁定         | UFC 格斗之夜122: 比斯平对战加斯特尔            | 2017年11月15日 | 3    | 5:00   | 中國上海                   |      |
| 胜   | 10–1  | 祖里亚娜·马科埃娃（Zuriana Makoeva） | 技术击倒         | 武林风 - 武林笼中对 12                         | 2017年3月11日  | 2    | 3:19   | 中國郑州                   |      |
| 胜   | 9–1   | 阿莱娜                               | TKO (击打)       | 精武门: 2016-2017赛季第一场                    | 2016年12月22日 | 2    | 2:13   | 北京, 中国                 |      |
| 胜   | 8–1   | 安亚拉·品克（Anjela Pink）           | 技术击倒（击打） | 昆仑决自由搏击赛 7                             | 2016年12月6日  | 1    | 1:17   | 中國北京                   |      |
| 负   | 7 - 1 | 亚娜·库尼斯卡娅                      | 技术击倒（击打） | 战斗精神冠军赛 6（Fightspirit Championship 6） | 2016年9月4日   | 2    | 0:32   | 俄羅斯圣彼得堡             |      |
| 胜   | 7 - 0 | 萨德和（Saeedeh Fardsanei）          | 技术击倒（击打） | 中国功夫争霸赛                                 | 2016年8月13日  | 1    | 不适用 | 中國青岛                   |      |
| 胜   | 6 - 0 | 巴雅尔玛阿（Bayarmaa Munkhgerel）    | 技术击倒（击打） | 武林笼中对 5                                   | 2016年6月29日  | 2    | 不适用 | 中國郑州                   |      |
| 胜   | 5 - 0 | 朱敬欢                               | 十字固降服       | 中国功夫争霸赛                                 | 2015年12月19日 | 1    | 不适用 | 中國北京                   |      |
| 胜   | 4 - 0 | 孟博                                 | 分歧裁定         | 中国功夫争霸赛                                 | 2015年7月7日   | 5    | 5:00   | 中國河北遷安               |      |
| 胜   | 3 - 0 | 刘洋                                 | 技术击倒（击打） | 中国功夫争霸赛                                 | 2015年5月13日  | 1    | 不适用 | 中國河北遷安               |      |
| 胜   | 2 - 0 | 孟博                                 | 一致裁定         | 中国功夫争霸赛                                 | 2014年9月21日  | 3    | 5:00   | 中國河北遷安               |      |
| 胜   | 1 - 0 | 李珠英（Young Joon Lee）             | 技术击倒（击打） | “武动中国”综合格斗搏击邀请赛                   | 2013年11月16日 | 1    | 不适用 | 中國廣東肇慶               |      |